# Upendrakishore Ray
Upendrakishore Ray, även känd som Upendrokishore Raychowdhury, född 10 maj 1863 i byn Moshua i Mymensingh i Östbengalen (nuvarande Bangladesh), död 20 december 1915 i Calcutta, var en indisk (bengalisk) författare, konstnär, violinist och tonsättare.
Han var far till författaren Sukumar Ray och farfar till regissören Satyajit Ray.